# アンドリュー・メルヴィル

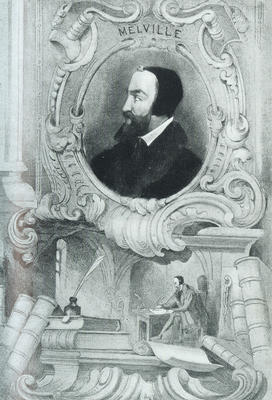
アンドリュー・メルヴィル

アンドリュー・メルヴィル（英語:Andrew Melville、1545年8月1日 - 1622年）は、スコットランドの神学者、宗教改革者である。
メルヴィルはアンガス、モントローズのグラマースクールでラテン語の初歩を学んだ。彼は大学でアリストテレスのギリシア語テキストを読み、教授を驚かせるほど語学に習熟していた。大学の課程を終えたメルヴィルは、「もっとも優れた詩人、哲学者、ギリシア学者」と評判になった。
1564年、19歳でフランスのパリ大学に留学した。3年後に政治的紛争によってフランスを去ることを余儀なくされ、ジュネーヴに向かった。そこで彼は歓迎された。彼のジュネーヴ滞在中の1572年、ローマ・カトリックによるサン・バルテルミーの大虐殺が起こり、当時の最も著名なフランス人学者を含む多くのプロテスタントがジュネーヴに逃れてきた。メルヴィルは彼らから多くの学びを受けた。
スコットランドに帰国した彼は、1580年にセント・アンドルーズ大学の学長になった。彼は、神学、ヘブライ語、古代シリア語、ラビの言語の科目を担当した。メルヴィルはギリシア文学の研究を進め、ローマ・カトリックで権威があったアリストテレスに誤謬があることを教えた。
1582年に、長老派教会の大会の議長を務め、カトリック的な監督制をスコットランド教会に押し付けようとする試みに立ち向い、教会に長老制を確立するための働きに携わった。そのため、1584年2月に反逆罪に問われ、イングランドに逃れた。1585年11月にスコットランドに戻り、彼は政府によるすべての干渉から、スコットランド教会の自由を防衛した。
彼は、ジェームズ王を「神の愚かなしもべ」と呼び、彼に対して「スコットランドに2人の王と2つの王国が存在する。」「国家の頭であるジェームズ王と、教会の頭であるイエス・キリストである。」「キリスト・イエスの王国においては、ジェームズ王と言えども、王でも貴族でも頭でもなく、一人のメンバーに過ぎない」と言った。